# Спеціальна моторизована військова частина міліції
Спеціальна моторизована військова частина міліції (СМВЧМ) — частини внутрішніх військ МВС України, які виконують завдання з охорони громадського порядку в обласних центрах України, містах Києві й Севастополі, а також на територіях зі складною криміногенною обстановкою.
У Радянському Союзі частини називалися СМЧМ.

## Штати й структура
СМВЧМ комплектуються військовослужбовцями строкової служби, а також військовослужбовцями, які проходять службу на контрактній основі. У період з 1992 по 1995 рік частини знаходилися в підпорядкуванні Національної гвардії України й до виконання завдань з охорони громадського порядку, як самостійні підрозділи не залучалися. Від 1995 року знову були перепідпорядковані внутрішнім військам. Військовослужбовці носять однострої співробітників міліції. Від 2001 року, після розформування Національної гвардії України, частини НГУ частково були включені до складу внутрішніх військ, а частково до складу ЗС України. (Чугуївська дивізія).
Від 1999 року до складу СМВЧМ м. Києва входить спеціальний батальйон почесної варти внутрішніх військ України.

## Завдання
Основними завданнями СМВЧМ є:
- надання допомоги територіальним ОВС з охорони громадського порядку на вулицях, боротьбі з вуличною злочинністю, охороні громадського порядку під час проведення масових культурних і спортивних заходів, а також участь у виконання завдань, покладених на внутрішні війська загалом;
- пошук і затримання осіб, які втекли з-під варти, припинення і ліквідація групових хуліганських проявів і масових безладів.

Окрім виконання своїх безпосередніх обов'язків, на СМВЧМ покладені завдання надання допомоги іншим державним структурам у виконанні ними своїх обов'язків;
- Державному департаменту України з питань виконання покарань (розшук і затримання осіб, які втекли з місць позбавлення волі, придушення масових заворушень у місцях позбавлення волі);
- МНС України (карантинні заходи, ліквідація наслідків стихійних лих і техногенних катастроф);
- Управлінню державної охорони України (забезпечення охоронних заходів під час відвідування України вищими посадовими особами іноземних держав) та інше.

Зазвичай, службу з охорони громадського порядку несуть у взаємодії з ОВС на території обслуговування яких виконуються завдання.

## Озброєння й оснащення
Особовий склад озброєний, у більшості, АКС-74 і пістолетами ПМ, а також револьверами травматичної дії РКС «Ринг». У кожній патрульній роті за штатом є снайпер, озброєний СВД.
Для проведення заходів з охорони громадського порядку, на озброєнні СМВЧМ є різноманітні спецзасоби, такі, як сльозогінний газ «Терен-4М», гумові кийки «ПР-73», металеві кайданки «БР-58».
Спеціальні моторизовані військові частини міліції оснащені автомобільним транспортом, закріпленим за патрульними ротами.

## Результати службової діяльності
За перший квартал 2010 року військовослужбовці СМВЧМ в ході виконання службово-бойових завдань досягли таких результатів:
- розкрито злочинів безпосередньо — 388;
- розкрито злочинів за участі — 7 203;
- вилучено з незаконного обігу:
  - вогнепальної зброї — 45 одиниць;
  - холодної зброї — 105 одиниць;
  - набоїв — 1 007 одиниць;
  - наркотичних речовин — 11,634 кг;
  - вибухових матеріалів — 10,710 кг;
- повернуто викраденого майна на суму 1 259 364 грн.[1]